# Hugh Blythe
Hugh Blythe (também Hugo Blythe) BD (falecido em 1610) foi um cónego de Windsor de 1572 a 1610 e o Arquidiácono de Leicester de 1589 a 1591.

## Carreira
Ele foi educado no King's College, Cambridge, onde se formou BA em 1564, MA em 1567, e mais tarde BD.
Ele foi nomeado:
- Director de Eton ca. 1559
- Reitor de Appleby, Leicestershire 1572
- Arquidiácono de Leicester 1589 - 1591

Ele foi nomeado para a sexta bancada na Capela de São Jorge, no Castelo de Windsor, em 1572, e ocupou essa posição até morrer em 1610.